# 濱田康男
濱田 康男（はまだ やすお、1949年5月29日 - ）は、日本の実業家。
日本原子力発電の取締役社長である。また、非常勤で日本動力協会の理事、原子力発電環境整備機構の監事、原子力環境整備促進・資金管理センターの監事、電源地域振興センターの監事なども務めている。

## 出生・学歴等
鳥取県出身。1949年5月29日（昭和24年）生まれ。
大阪大学法学部を卒業。

## 職歴
関西電力
- 1972年4月（昭和47年）に関西電力株式会社入社。
- 2002年6月（平成14年）に関西電力支配人購買室長。
- 2003年6月（平成15年）に関西電力取締役購買室長。
- 2006年6月（平成18年）に関西電力常務執行役員購買室長。
- 2007年6月（平成19年）に関西電力常務取締役。
- 2009年6月（平成21年）に関西電力取締役副社長に就任する。

これまで、購買室担当、原子燃料サイクル室担当（サイクル事業） 、代表取締役企画室担当（企画、CSR、経営・品質管理）などに就いている。
また、2004年の美浜原発3号機の事故から、関西電力社内において再発防止対策や文化醸成活動のため設置された「原子力保全改革委員会」のメンバーにも選ばれている。
日本原子力発電
2011年6月（平成23年）に日本原子力発電の取締役社長に就任。
2011年7月に原子力発電環境整備機構（NUMO）の監事（非常勤）に就任。

## 発言
2011年8月に日本原電社長就任のあいさつのため福井新聞社、日刊県民福井を訪れた際に、国の安全審査が長引いている敦賀原発3、4号機の増設について「来年3月の着工を目標にして準備をしている」と述べた。
さらに、事故を起こした東京電力福島第一原子力発電所1号機と同型で、運転開始後40年を超えている敦賀原発１号機を2016年まで運転継続する計画には「変更はない」と明言した。